# Coenotephria rondoui
Coenotephria rondoui är en fjärilsart som beskrevs av Culot 1917. Coenotephria rondoui ingår i släktet Coenotephria och familjen mätare. Inga underarter finns listade i Catalogue of Life.